# Rafael Ximeno y Planes
Rafael Ximeno y Planes (hiszp. Rafael Jimeno y Planes) – hiszpański malarz. Jego prace można oglądać w Katedrze Metropolitalna w Meksyku oraz w miejscowości Cieza w Hiszpanii.
Jego ojciec był artystą pracującym w srebrze. Malarstwa uczył się u swojego wuja Luisa Antonia Planes, a następnie w Królewskiej Akademii Sztuk Pięknych San Carlos w Walencji. W 1776 roku wyjechał do Madrytu, aby kontynuować naukę w Królewskiej Akademii Sztuk Pięknych św. Ferdynanda. W stolicy został uczniem i protegowanym Manuela Monforta. Wyjechał na stypendium do Rzymu, a po powrocie do kraju dzielił aktywność zawodową między Madryt i Walencję. W 1793 roku otrzymał pozycję dyrektora Akademii San Carlos w Meksyku (był jedynym kandydatem, który się zgłosił) i wyjechał do Ameryki. W Meksyku zaprzyjaźnił się z rytownikiem Jeronimem Antoniem Gilem, któremu namalował ceniony portret.